# Hillary Klimowicz
Hillary Klimowicz (née le 3 avril 1987 à Scotch Plains (New Jersey) est une joueuse de basket-ball américaine et polonaise évoluant au poste de pivot.
Joueuse de trombone, elle est diplômée en psychologie.

## Biographie
En 2004-2005, elle est classée dans le top-100 des lycéennes (79e selon le Blue Star Basketball's Index).Elle amène le Scotch Plains-Fanwood High School à un bilan de 68 victoires pour 14 défaites.En 2003-2004, elle est élue meilleure joueuse du conté et dans le troisième cinq du New Jersey. Elle est nommée dans le meilleur cinq 2004-2005 du New Jersey, avec 18,4 points, 13,6 rebonds et 4,8 contres par match. Avec 1 948 points, elle détient le record de points de son lycée.
Elle rejoint l'Université Saint-Joseph de Philadelphie en Division I NCAA, mais n'y reste que pour sa saison freshman (2005-2006). Elle est nommée Rookie of the Year de l'Atlantic Ten Conference, mais l'emprise de la compétition est si forte qu'elle abandonne sa bourse pour rejoindre The College of New Jersey (TCNJ) qui joue en NCAA Division III.
En 2009, elle est nommée meilleure joueuse du pays de la D III avec des statistiques de 20 points, 10,8 rebonds et 4,2 contres. Elle conduit les TCNJ Lions au Final Four de la Division III NCAA Final Four. Cette année, elle marque 543 points avec une adresse de 69 %. Bien qu'elle n'ait joué que trois saisons, elle est seconde meilleure marqueuse et rebondeuse (1 369 points et 811 rebonds) de l'histoire de TCNJ. Elle reste une année supplémentaire sur le campus, mais cette fois comme assistant coach.
Elle signe en 2010-2011 en Ligue suisse à Nyon, dont l'équipe finit 7e sur 8 et où elle inscrit 19 points et 11 rebonds en moyenne, puis signe en France pour 2011-2012 au Limoges ABC en Ligue 2. 

## Clubs
- 2005-2006 :  États-Unis Université Saint-Joseph de Philadelphie (NCAA I)
- 2006-2009 :  États-Unis The College of New Jersey (NCAA III)
- 2009-2010 :  États-Unis The College of New Jersey (NCAA III) , assistant coach
- 2010-2011 :  Suisse Nyon
- 2011-2012 :  France Limoges ABC